# Біланові

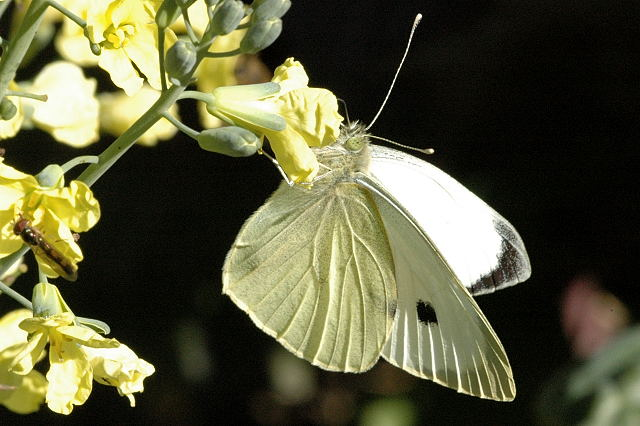
Білан капустяний

Біла́нові (Pieridae) — родина великих (розмах крил 45—60 мм) денних метеликів переважно білого кольору.
Відомо понад 500 видів, поширених в усіх частинах світу; в Україні відомо близько 12. Серед біланових є небезпечні шкідники сільськогосподарських культур. Найзвичайніші і найпоширеніші з них білан капустяний (Pieris brassicae) і білан жилкуватий (Aporia crataegi). Білан капустяний літає у квітні — травні і (друга генерація) в липні—серпні; зимують лялечки останньої генерації. Його гусінь об'їдає листя різних хрестоцвітих до крупних жилок. Гусінь білана жилкуватого при масовій появі зовсім оголює великі сади, пошкоджує вона і деякі лісові дерева. Цей білан літає в червні—липні. Зимує гусінь в зимових кублах (стягнуті павутинням об'їдені листки).
Заходи боротьби: збирання і знищення гусені, роздушування купок яєчок, знищення зимових кубел, обприскування та обпилювання інсектицидами.